# Ligue chinoise professionnelle de baseball
La Ligue chinoise professionnelle de baseball (中華職業棒球聯盟, Chinese Professional Baseball League ou CPBL en anglais) est la compétition de baseball de plus haut niveau à Taiwan. Cette épreuve est fondée en 1989 (première saison jouée en 1990) et met aux prises quatre formations. Le champion participe à la Série d'Asie de 2005 à 2008, 2011.

## Historique
Le 17 mars 1990, le stade municipal de baseball de Taipei accueille la toute première rencontre du championnat, créé un an plus tôt. Ce match opposant les Brothers Elephants (en) aux Uni-President Lions (en), est joué devant 14 350 spectateurs ; la victoire revient aux Lions sur le score de 4-3.

## Les équipes
Le championnat a connu un gros turn-over, avec les Wei Chuan Dragons, Mercuries Tigers, et China Times Eagles expulsés de la ligue à cause de joueurs qui pariaient sur leurs matchs, plus les deux équipes de la Ligue majeure de Taiwan acceptées (Taipei Gida et Taichung Agan) et les deux non acceptées (Chiayi-Tainan Luka et Kaohsiung-Pingtung Fala). Dès 2003, il y a six équipes qui participent, puis 4 après 2008.

### Équipes de la saison 2024
| Équipe                       | Nom chinois    | Ville          | Stade (capacité)                                    | Création | En CPBL depuis | Titres |
| ---------------------------- | -------------- | -------------- | --------------------------------------------------- | -------- | -------------- | ------ |
| CTBC Brothers                | 中信兄弟       | Taichung       | Taichung Intercontinental Baseball Stadium (20 000) | 1984     | 1990           | 9      |
| Fubon Guardians              | 富邦悍將       | Nouveau Taipei | Xinzhuang Baseball Stadium (12 500)                 | 1989     | 1993           | 3      |
| Rakuten Monkeys              | 樂天桃猿       | Taoyuan        | Rakuten Taoyuan Baseball Stadium (20 000)           | 2003     | 2003           | 7      |
| TSG Hawks                    | 台鋼雄鷹       | Kaohsiung      | Chengcing Lake Baseball Stadium (19 907)            | 2022     | 2023           | 0      |
| Uni-President 7-Eleven Lions | 統一7-Eleven獅 | Tainan         | Tainan Municipal Baseball Stadium (12 000)          | 1989     | 1990           | 10     |
| Wei Chuan Dragons            | 味全龍         | Taipei         | Tianmu Baseball Stadium (10 500)                    | 1988     | 1990           | 5      |

### Évolution des participants
| 1990 | Wei Chuan Dragons | Mercuries Tigers | Brother Elephants | Uni-Pres. Lions |             |                    |                   |             |               |            |            |
| 1991 | Wei Chuan Dragons | Mercuries Tigers | Brother Elephants | Uni-Pres. Lions |             |                    |                   |             |               |            |            |
| 1992 | Wei Chuan Dragons | Mercuries Tigers | Brother Elephants | Uni-Pres. Lions |             |                    |                   |             |               |            |            |
| 1993 | Wei Chuan Dragons | Mercuries Tigers | Brother Elephants | Uni-Pres. Lions | Jungo Bears | China Times Eagles |                   |             |               |            |            |
| 1994 | Wei Chuan Dragons | Mercuries Tigers | Brother Elephants | Uni-Pres. Lions | Jungo Bears | China Times Eagles |                   |             |               |            |            |
| 1995 | Wei Chuan Dragons | Mercuries Tigers | Brother Elephants | Uni-Pres. Lions | Jungo Bears | China Times Eagles |                   |             |               |            |            |
| 1996 | Wei Chuan Dragons | Mercuries Tigers | Brother Elephants | Uni-Pres. Lions | Sinon Bears | China Times Eagles |                   |             |               |            |            |
| 1997 | Wei Chuan Dragons | Mercuries Tigers | Brother Elephants | Uni-Pres. Lions | Sinon Bulls | China Times Eagles | Koos Group Whales | Taipei Gida | Taichung Agan | C.-T. Luka | K.-P. Fala |
| 1998 | Wei Chuan Dragons | Mercuries Tigers | Brother Elephants | Uni-Pres. Lions | Sinon Bulls |                    | Koos Group Whales | Taipei Gida | Taichung Agan | C.-T. Luka | K.-P. Fala |
| 1999 | Wei Chuan Dragons | Mercuries Tigers | Brother Elephants | Uni-Pres. Lions | Sinon Bulls |                    | Koos Group Whales | Taipei Gida | Taichung Agan | C.-T. Luka | K.-P. Fala |
| 2000 |                   |                  | Brother Elephants | Uni-Pres. Lions | Sinon Bulls |                    | Koos Group Whales | Taipei Gida | Taichung Agan | C.-T. Luka | K.-P. Fala |
| 2001 |                   |                  | Brother Elephants | Uni-Pres. Lions | Sinon Bulls |                    | Koos Group Whales | Taipei Gida | Taichung Agan | C.-T. Luka | K.-P. Fala |
| 2002 | Chinatrust Whales |                  | Brother Elephants | Uni-Pres. Lions | Sinon Bulls |                    |                   | Taipei Gida | Taichung Agan | C.-T. Luka | K.-P. Fala |
| 2003 | Chinatrust Whales | F.F.H. Agan      | Brother Elephants | Uni-Pres. Lions | Sinon Bulls | Macoto Gida        |                   |             |               |            |            |
| 2004 | Chinatrust Whales | La New Bears     | Brother Elephants | Uni-Pres. Lions | Sinon Bulls | Macoto Cobras      |                   |             |               |            |            |
| 2005 | Chinatrust Whales | La New Bears     | Brother Elephants | Uni-Pres. Lions | Sinon Bulls | Macoto Cobras      |                   |             |               |            |            |
| 2006 | Chinatrust Whales | La New Bears     | Brother Elephants | Uni-Pres. Lions | Sinon Bulls | Macoto Cobras      |                   |             |               |            |            |
| 2007 | Chinatrust Whales | La New Bears     | Brother Elephants | Uni-Pres. Lions | Sinon Bulls | Macoto Cobras      |                   |             |               |            |            |
| 2008 | Chinatrust Whales | La New Bears     | Brother Elephants | Uni-Pres. Lions | Sinon Bulls | Macoto Cobras      |                   |             |               |            |            |
| 2009 |                   | La New Bears     | Brother Elephants | Uni-Pres. Lions | Sinon Bulls |                    |                   |             |               |            |            |
| 2010 |                   | La New Bears     | Brother Elephants | Uni-Pres. Lions | Sinon Bulls |                    |                   |             |               |            |            |
| 2011 | Lamigo Monkeys    |                  | Brother Elephants | Uni-Pres. Lions | Sinon Bulls |                    |                   |             |               |            |            |
| 2012 | Lamigo Monkeys    |                  | Brother Elephants | Uni-Pres. Lions | Sinon Bulls |                    |                   |             |               |            |            |
| 2013 | Lamigo Monkeys    | EDA Rhinos       | Brother Elephants | Uni-Pres. Lions |             |                    |                   |             |               |            |            |

Uni-Pres. Lions est Uni-President Lions; F.F.H. Agan est First Financial Holdings Agan; C.-T. Luka est Chiayi-Tainan Luka; K.-P. Fala est Kaohsiung-Pingtung Fala

## Palmarès
| Année | Vainqueur           | Score                               | Finaliste                           |
| ----- | ------------------- | ----------------------------------- | ----------------------------------- |
| 1990  | Wei Chuan Dragons   | 4-2                                 | Mercuries Tigers                    |
| 1991  | Uni-President Lions | 4-3                                 | Wei Chuan Dragons                   |
| 1992  | Brother Elephants   | remporte les deux demi-championnats | remporte les deux demi-championnats |
| 1993  | Brother Elephants   | 4-2                                 | Uni-President Lions                 |
| 1994  | Brother Elephants   | remporte les deux demi-championnats | remporte les deux demi-championnats |
| 1995  | Uni-President Lions | remporte les deux demi-championnats | remporte les deux demi-championnats |
| 1996  | Uni-President Lions | 4-2                                 | Wei Chuan Dragons                   |
| 1997  | Wei Chuan Dragons   | 4-2                                 | Chinatimes Eagles                   |
| 1998  | Wei Chuan Dragons   | 4-3                                 | Sinon Bulls                         |
| 1999  | Wei Chuan Dragons   | 4-1                                 | Chinatrust Whales                   |
| 2000  | Uni-President Lions | 4-3                                 | Sinon Bulls                         |
| 2001  | Brother Elephants   | 4-3                                 | Uni-President Lions                 |
| 2002  | Brother Elephants   | 4-0                                 | Chinatrust Whales                   |
| 2003  | Brother Elephants   | 4-2                                 | Sinon Bulls                         |
| 2004  | Sinon Bulls         | 4-3                                 | Uni-President Lions                 |
| 2005  | Sinon Bulls         | 4-0                                 | Macoto Cobras                       |
| 2006  | La New Bears        | 4-0                                 | Uni-President Lions                 |
| 2007  | Uni-President Lions | 4-3                                 | La New Bears                        |
| 2008  | Uni-President Lions | 4-3                                 | Brother Elephants                   |
| 2009  | Uni-President Lions | 4-3                                 | Brother Elephants                   |
| 2010  | Brother Elephants   | 4-0                                 | Sinon Bulls                         |
| 2011  | Uni-President Lions | 4-1                                 | Lamigo Monkeys                      |
| 2012  | Lamigo Monkeys      | 4-1                                 | Uni-President Lions                 |
| 2013  | Uni-President Lions | 4-0                                 | EDA Rhinos                          |
| 2014  | Lamigo Monkeys      | 4-1                                 | Brother Elephants                   |
| 2015  | Lamigo Monkeys      | 4-3                                 | Brother Elephants                   |
| 2016  | EDA Rhinos          | 4-2                                 | Brother Elephants                   |
| 2017  | Lamigo Monkeys      | 4-1                                 | Brother Elephants                   |
| 2018  | Lamigo Monkeys      | 4-2                                 | Uni-President Lions                 |
| 2019  | Lamigo Monkeys      | 4-1                                 | Brother Elephants                   |
| 2020  | Uni-President Lions | 4-3                                 | Brother Elephants                   |
| 2021  | CTBC Brothers       | 4-0                                 | Uni-President 7-Eleven Lions        |
| 2022  | CTBC Brothers       | 4-0                                 | Rakuten Monkeys                     |
| 2023  | Wei Chuan Dragons   | 4-3                                 | Rakuten Monkeys                     |
| 2024  | CTBC Brothers       | 4-1                                 | Uni-President 7-Eleven Lions        |